# Claude Sautet
Claude Sautet (Montrouge, 23 februari 1924 - Parijs, 22 juli 2000) was een Frans filmregisseur en scenarioschrijver. In 40 jaar tijd maakte hij 14 langspeelfilms, vooral dramatische komedies, drama's en politiefilms. 

## Leven en werk

### Opleiding en eerste ervaringen als scenarist en filmregisseur
In 1946 begon Claude Sautet te studeren aan het IDHEC (Institut des hautes études cinématographiques). Hij verliet het instituut als regieassistent en draaide in 1951 Nous n'irons plus au bois, een kortfilm. Vier jaar later volgde Bonjour sourire, zijn eerste langspeelfilm die een flop werd. Ondertussen begon hij ook aan scenario's voor andere filmregisseurs mee te schrijven. Via zijn scenario voor Le fauve est lâché (Maurice Labro, 1958) leerde hij hoofdrolspeler Lino Ventura kennen. Voor de politiefilm Classe tous risques (1960), zijn tweede film, koos hij Ventura en Jean-Paul Belmondo, die net de held van de nouvelle vague was geworden door zijn rol in À bout de souffle (1960). Ventura speelde ook de hoofdrol in de politiefilm L'Arme à gauche (1965), Sautets derde film die echter minder succes kende dan zijn eerste politiefilm. Ondertussen bleef Sautet zich toeleggen op zijn rol van scriptdoctor voor films van onder meer Gilles Grangier, Alain Cavalier en Jean-Paul Rappeneau.

### Doorbraak en succesrijke jaren zeventig
Pas vier jaar later kwam Sautet met zijn vierde film, het drama Les Choses de la vie (1969). Dit was zijn eerste groot succes. De film bracht, drie jaar na La Voleuse van Jean Chapot, de acteurs Michel Piccoli en Romy Schneider opnieuw samen; de twee acteurs zouden vervolgens schitteren in Sautets films van de jaren zeventig, zijn vruchtbaarste én succesrijkste periode. Andere vaste medewerkers tijdens deze jaren waren scenarioschrijver Jean-Loup Dabadie en filmcomponist Philippe Sarde.

### Latere carrière
Met Un mauvais fils (1980) ruilde Sautet even de wereld van de veertigers en hun problemen in voor drugsverslaafde jonge dertigers. Drie jaar later keerde hij terug naar die wereld met de komedie Garçon!. Voor zijn drie laatste films werd filmcriticus Jacques Fieschi zijn vaste scenarist en kon hij een beroep doen op acteurs als Daniel Auteuil en Emmanuelle Béart. In 1995 nam hij afscheid met Nelly et Monsieur Arnaud, zijn testamentfilm met Michel Serrault als zijn alter ego.
Sautet overleed in 2000 op 76-jarige leeftijd in Parijs en ligt begraven op de Cimetière du Montparnasse.

## Filmografie

### Lange speelfilms
- 1955 - Bonjour sourire
- 1960 - Classe tous risques (naar de gelijknamige roman van José Giovanni)
- 1965 - L'Arme à gauche (naar de roman Aground van Charles Williams)
- 1970 - Les Choses de la vie (naar de gelijknamige roman van Paul Guimard)
- 1971 - Max et les ferrailleurs
- 1972 - César et Rosalie
- 1974 - Vincent, François, Paul... et les autres
- 1976 - Mado
- 1978 - Une histoire simple
- 1980 - Un mauvais fils
- 1983 - Garçon!
- 1988 - Quelques jours avec moi
- 1991 - Un coeur en hiver
- 1995 - Nelly et Monsieur Arnaud

### Scenario- en dialoogschrijver
- 1959 - Le fauve est lâché (Maurice Labro)
- 1959 - Les Yeux sans visage (Georges Franju)
- 1963 - Symphonie pour un massacre (Jacques Deray)
- 1963 - Peau de banane (Marcel Ophuls)
- 1964 - L'Âge ingrat (Gilles Grangier)
- 1964 - Maigret voit rouge (Gilles Grangier)
- 1964 - Échappement libre (Jean Becker)
- 1964 - Monsieur (Jean-Paul Le Chanois)
- 1965 - La Vie de château (Jean-Paul Rappeneau)
- 1967 - Mise à sac (Alain Cavalier)
- 1968 - La Chamade (Alain Cavalier)
- 1969 - Le Diable par la queue (Philippe de Broca)
- 1970 - Borsalino (Jacques Deray)
- 1971 - Les Mariés de l'an II (Jean-Paul Rappeneau)
- 1988 - Mon ami le traître (José Giovanni)
- 1994 - Intersection (Mark Rydell) (Amerikaanse remake van Les Choses de la vie)

## Prijzen
- 1969 - Les Choses de la vie : prix Louis-Delluc
- 1992 - Un cœur en hiver : Zilveren Leeuw voor de Beste regie op het Filmfestival van Venetië
- 1993 - Un cœur en hiver : César voor Beste regisseur
- 1995 - Nelly et Monsieur Arnaud : prix Louis-Delluc
- 1996 - Nelly et Monsieur Arnaud : César voor Beste regisseur